# Entrincheiramento de São Martinho
O Entrincheiramento de São Martinho, também conhecido como Entrincheiramento de Santa Maria ou Forte Espanhol, localizava-se em Santa Maria da Boca do Monte, atual município de São Martinho da Serra, no estado brasileiro do Rio Grande do Sul.

## História
Constituiu-se numa fortificação de campanha erguida por tropas espanholas em 1774, para proteção da povoação de Santa Maria da Boca do Monte, quando da invasão espanhola de 1763-1776, por determinação do governador da Província de Buenos Aires, D. Juan José de Vértiz y Salcedo.
Atacada e conquistada por forças portuguesas sob o comando do sargento-mor Rafael Pinto Bandeira (filho de Francisco Pinto Bandeira) em 31 de Outubro de 1775, foi arrasada em seguida (SOUZA, 1885).